# Hammarbosäter
 Hammarbosäter  är en bebyggelse norr om sjön Klämmingen i Gnesta kommun.  Bebyggelsen klassades  vid avgränsningen 2020 som en separat småort.